# Фумеј-Неђи (Империја)
Фумеј-Неђи је насеље у Италији у округу Империја, региону Лигурија.
Према процени из 2011. у насељу је живело 20 становника. Насеље се налази на надморској висини од 517 м.